# Barooga
Barooga är en ort i Australien. Den ligger i kommunen Berrigan och delstaten New South Wales, i den sydöstra delen av landet, omkring 550 kilometer sydväst om delstatshuvudstaden Sydney. Barooga ligger 117 meter över havet och antalet invånare är 1 655.
Runt Barooga är det mycket glesbefolkat, med 4 invånare per kvadratkilometer.. Barooga är det största samhället i trakten. 
Trakten runt Barooga består till största delen av jordbruksmark. Genomsnittlig årsnederbörd är 633 millimeter. Den regnigaste månaden är februari, med i genomsnitt 80 mm nederbörd, och den torraste är november, med 32 mm nederbörd.